# Sticherus reflexipinnula
Sticherus reflexipinnula là một loài dương xỉ trong họ Gleicheniaceae. Loài này được C. Chr. Copel. mô tả khoa học đầu tiên năm 1941.